# Демблін (Малопольське воєводство)
Демблін (пол. Demblin) — село в Польщі, у гміні Ветшиховиці Тарновського повіту Малопольського воєводства.
Населення — 319 осіб (2011).
У 1975-1998 роках село належало до Тарновського воєводства.

## Демографія
Демографічна структура станом на 31 березня 2011 року:
|          | Загалом | Допрацездатний вік | Працездатний вік | Постпрацездатний вік |
| -------- | ------- | ------------------ | ---------------- | -------------------- |
| Чоловіки | 158     | 42                 | 100              | 16                   |
| Жінки    | 161     | 31                 | 92               | 38                   |
| Разом    | 319     | 73                 | 192              | 54                   |